# Xenia Deli

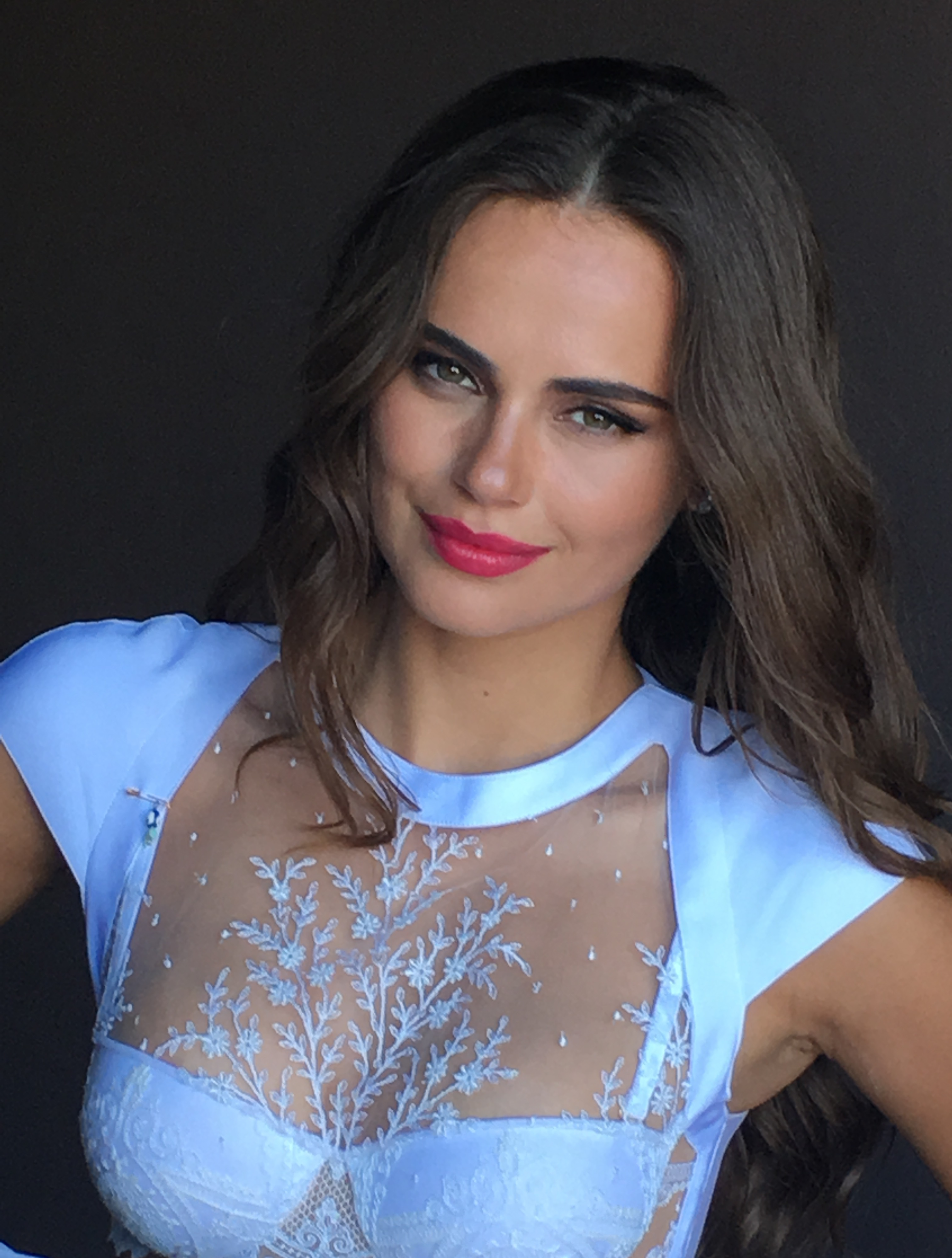
Xenia Deli, 2016

Xenia Deli (* 27. Oktober 1989 in Basarabeasca, Republik Moldau) ist ein moldauisches Topmodel und Schauspielerin. Ihre Mutter kommt ebenfalls aus Moldau und ihr Vater ist aus Gagausien.
Deli war bereits auf dem Cover der Magazine Sports Illustrated, Aquarelle, FHM und Elle zu sehen. Im Jahr 2013 stand sie außerdem für die Modefirma Victoria’s Secret vor der Kamera und spielte in der TV-Serie The Mindy Project mit. Im Musikvideo zu Justin Biebers Song What do you mean (2015) spielte sie ebenfalls mit. Ende 2015 lernte sie den ägyptischen Geschäftsmann und Millionär Ossama Fathi Rabah Al-Sharif kennen, den sie im Jahr 2016 heiratete. Zwischen den beiden herrscht ein Altersunterschied von 36 Jahren.